# Монетная регалия
Монетная регалия— исключительное право государства на чеканку монеты и выпуск её в обращение.
В других источниках указано что Монетная регалия — монополия (коронная монополия) государства на чеканку монет, имеющих силу законного платёжного средства.

## История
Из числа всех регалий она наиболее носит характер чисто государственной функции, не допускающей конкуренции частных лиц или учреждений. Такой исключительно государственный характер монетной регалии обусловливается самой её сущностью, то есть государственным и общественным значением её объекта — монеты, Хорошие качества монеты обусловливаются следующими требованиями: они должны быть, во-первых, точно определённого качества, то есть все однородные монеты должны иметь одинаковое содержание драгоценного металла, и, во-вторых, должно существовать строгое единство в монетной системе каждой страны. Оба эти требования только тогда исполнимы, когда монетное дело находится в руках правительства. История денежных систем указывает многочисленные примеры затруднений и осложнений, возникавших из того, что чеканкой и выпуском монеты занимались в прежние времена и купцы, и феодальные сеньоры, и отдельные города и т. п. В настоящем смысле монетная регалия явилась исторически и получила определенное юридическо-экономическое значение с того момента, как деньги стали изготовляться из металлов и преимущественно из благородных. Когда их раньше заменяли различные другие предметы, например скот, звериные шкуры, кожи и разные другие товары, обладающие способностью лёгкого сбыта, то в строгом смысле слова и не могло существовать монетной регалии. Однако в некоторых африканских государствах значение монет имеют особые раковинки, собирание и выпуск которых составляет монополию, а вместе с тем и регалию правителей. Монетная регалия, как и вообще регалии, в противоположность монополиям должна представлять собой такую правительственную функцию, которая существует не ради целей финансовых, то есть извлечения дохода, а ради оказания в наилучшей форме известной услуги народу. Это не исключает возможности пользования монетной регалией как одним из источников дохода; но такое пользование должно играть второстепенную роль. Правительства часто злоупотребляли своим исключительным правом именно ради извлечения дохода. С этой целью монета выпускалась значительно низшего достоинства сравнительно со своим наименованием, что достигалось обыкновенно прибавкой свыше нормального количества лигатуры. Результаты такой системы обнаруживались очень быстро: монета падала в цене (в своей покупной и платёжной силе), а нарицательная стоимость товаров соответственно поднималась. Сверх того, дурной пример со стороны правительства вызывал подражание со стороны частных лиц: развивалась чеканка фальшивых монет, тем более выгодная, чем больше была нарицательная сумма, на которую можно было начеканить монет из данного количества металла.
Если правительство не должно смотреть на монетную регалию как на прибыльную статью, то отсюда вовсе не следует, чтобы государство оказывало народу эту услугу совершенно безвозмездно, то есть даром перечеканивая чистые металлы в монеты. Существует, однако, и такой взгляд на этот вопрос, иногда проводимый и на самом деле, например в Англии. Систему даровой чеканки нельзя считать справедливой, потому что выгоды от неё извлекаются не всем народом равномерно, а прежде всего и больше всего золотопромышленниками и вообще лицами, представляющими золото или серебро для чеканки. Получая его обратно в виде монеты, они, очевидно, без всякого права обращают в свою пользу некоторую прибавочную ценность, которую металлы приобретают при чеканке; так как операция эта вообще довольно дорогая, то и прибыль не малая. Взимание некоторой платы за чеканку, то есть присоединение к чистому металлу, превращенному в монету, некоторой прибавочной ценности, является в то же время мерой предупреждения напрасных переливов монет в слитки, и наоборот. Государства, установившие право «свободной чеканки», придерживались поэтому системы взимания платы за чеканку монеты, хотя плата эта и не всегда покрывала издержки операции. Делалось это или в форме взимания прямой платы за чеканку, или в виде выпуска монеты на несколько высшую нарицательную стоимость сравнительно с внутренним содержанием, то есть с действительной ценностью заключающегося в ней металла. По отношению к полноценной монете разница, как правило, не была велика. Другое дело — выпуск разменной, или биллонной, монеты, прямо могущий служить источником дохода, хотя по абсолютным своим размерам обыкновенно не особенно крупного. Здесь это возможно потому, что разменная монета есть чисто условная, то есть не имеющая значения настоящего платёжного средства; прием её в платежи обыкновенно ограничен небольшими суммами. В случае злоупотребления правительством этим своим правом, то есть выпуска биллонной монеты больше действительной в ней нужды, происходило вытеснение полновесных денег из обращения.
Остальные условия чеканки монет сводятся к следующему:
1) Выбор металла для монет обусловливается как техническими качествами или свойствами его, так и более сложным вопросом о монетной системе, то есть основана ли она на одном металле (золото или серебро) — монометаллическая система, или же на более или менее искусственно поддерживаемом постоянном взаимоотношении ценности двух главных металлов — биметаллическая система. Не принято делать слишком мелких монет из дорогого металла (золота) и, наоборот, слишком крупных из дешёвого (серебра).
2) Проба есть отношение чистого металла к примеси, называемой лигатурой. Теперь не чеканят монеты из чистого металла, потому что золото и серебро слишком скоро стираются без лигатуры, последняя же нисколько не вредит ценности монеты, если только добросовестно обозначается и соблюдается её количество в монет.
3) Ремедиум или предел терпимости, есть ограничение, устанавливаемое для монет, от обращения теряющих свой вес и потому часть своего действительного достоинства или ценности, равно как и ввиду ошибок при чеканке.

## В России
С начала IX века восточные славяне широко использовали арабские дирхемы, получившие название куна. Дирхемы в больших количествах обнаружены в верховьях Волги и странах Скандинавии. Также в качестве денег использовались шкурки особо ценных пушных зверей. В удельный период широкое хождение имели слитки серебра, известные как древнерусская гривна. Первым русским князем, который стал чеканить свою монету (златники и сребреники), был князь Владимир Святославич. Рубль существовал в основном в виде счётной единицы.
В XII веке наступает безмонетный период. Для крупных платежей использовались серебряные слитки (гривны), в качестве денег использовались шкурки пушного зверя. Князь Дмитрий Донской после победы над Мамаем возобновил чеканку серебряной монеты (деньга). Позже и другие русские княжества стали чеканить свои монеты. Большой проблемой для русских княжеств было почти полное отсутствие залежей золота и серебра в Северо-Восточной Руси. Они попадали на Русь в результате торговли.
В XVI веке царское правительство использовало европейские серебряные талеры в качестве сырья для чеканки собственной монеты. Талеры назывались «ефимками» (сокращение от слова иоахимсталер). На них выбивался штамп и такой талер становился законной денежной единицей. Он назывался «ефимок с признаком». Первый рубль в виде монеты был выпущен в 1654 году при царе Алексее Михайловиче из европейских же талеров (денежная реформа Алексея Михайловича).
Выпуск при этом царе медных денег закончился неудачно, вызвав народное восстание в 1662 году, известное под названием «медный бунт». Причиной для него послужило то, что в 1660 году правительство, находясь в стеснённом финансовом положении, стало чеканить медные копейки и выпускать их наравне с бывшими в употреблении серебряными. Пока их было немного, проблем не было. Однако царское правительство, заставляя брать жалованье медью, понуждало сборщиков податей взимать налоги по возможности серебром; иностранцы перестали брать медные деньги — и в результате возник кризис, выразившийся в страшной дороговизне большинства товаров, поднявшихся в своей нарицательной цене по расчёту на медные деньги. По свидетельству Котошихина, за один серебряный рубль стали давать 15 и более медных. Серебряные же деньги стали дефицитом. Ситуацию осложняли и фальшивомонетчики. Подделка медной монеты была очень выгодной, так как правительство из пуда меди, стоившего 5 рублей, чеканило монеты на 312 рублей. В то же время власти вводили чрезвычайные налоги, собирая средства на войну с Речью Посполитой, платить которые конечно же нужно было тем же серебром. Все это и вызвало вышеупомянутый народный бунт в Москве, который был подавлен силой, но выпуск медной монеты пришлось прекратить.
В некоторой степени злоупотреблял выпуском медной монеты и Пётр I во время войны со шведами. Злоупотребления эти ещё более усилились при Анне Иоанновне, при которой произошел второй медный кризис, хотя и слабее первого. В результате Россия оказалась наводненной всё более и более обесценивавшеюся медной монетой, игравшей в то время почти такую же роль, как бумажные деньги позднее. В связи с изъятием из обращении этой медной монеты и появились при Екатерине II первые бумажные деньги — ассигнации. С золотой или серебряной монетой сколько-нибудь крупных злоупотреблений не происходило.
Чеканка собственной серебряной и золотой монеты в России начинается с Петра I, а строго установлена была основная денежная единица — серебряный рубль — лишь при Александре I. До монетного устава 1885 года проба российской монеты выражалась в золотниках, а именно серебро чеканилось 83,333 пробы (то есть столько золотников чистого серебра на фунт лигатурного сплава), а золото — 88-й пробы. По уставу 1885 года проба исчислялась в тысячных долях и была установлена для золота и серебра 900-я; так как дробь 0,900 меньше 88/96, то золото оказалось несколько низшей пробы, чем прежде, и должно бы было обращаться без прежнего лажа (прибавочной цены) в 3 копейки на рубль. После устава, золотая монета чеканилась в 10 рублей (империал) и 5 рублей (полуимпериал); по содержанию золота полуимпериал почти равнялся 20 франкам (первый дороже второго на 0,1 сантима); поэтому золотая монета в этом виде была вполне соизмерима с иностранными, в чём несомненно заключается большое её достоинство. Полноценный серебряный рубль имел вес 4 золотых, 21 % чистого серебра, и хотя он по уставу считался основной единицей, против которой золото не должно иметь лажа, но в действительности он играл ещё меньшее значение, чем рубль кредитными билетами, в качестве платёжного средства. Полноценная серебряная монета чеканилась также ещё в 50 и 25 копеек; далее следовала разменная серебряная в 20, 15, 10 и 5 копеек — 500-й пробы, то есть пополам с медью. В 1849 году из пуда меди чеканилось медной монеты на 16 рублей, с этого года — на 32 рубля, с 1868 года — на 50 рублей; но это не вызывало кризисов, потому что медной монете уже более не придавалось значения полноценной. Её даже было слишком мало, особенно 1/2 копеек (денежек) и 1/4 копеек (полушек).
Вообще российская монетная система относилась к так называемым «тяжёлым», то есть крупным по своей основной единице, по сравнению, например, с франками, марками и т. п. Обязательный приём разменной монеты в платежах между частными лицами был ограничен 3 рублями, а при платеже податей не ограничен вовсе. Доход от монетных регалий слагался: 1) из вышеуказанной разницы между нарицательной и действительной стоимостью медной монеты; 2) из платы за перечеканку слитков золота и серебра в монету, по 136 рублей с пуда первого и по 60 руб. с пуда второго; 3) из платы за переделку золота в высокопробные слитки по рублю с фунта золота; 4) из платы за разделение сплавов на монетном дворе; 5) всё добываемое золото должно было быть притом предъявляемо в казну, где оно принималось по 3 рубля 67 и 337/1089 копейки за золотник чистого золота, а серебро по 23 и 19/27 копейки за золотник. Монетная регалия доставила дохода: в 1894 году 464 тысяч, а в 1895 году — 613 тыс. руб.
 В. Яроцкий. 
По исчислениям Оттомара Гаупта в «Reuler’s Finanz Chronik» (1896 г. № 7), к концу 1895 г. весь монетный запас как в обращении, так и в казначействах представлялся в следующем виде:
В миллионах франков:
| Государство    | Золото | Серебро | Разменная монета | Непокрытые билеты |
| -------------- | ------ | ------- | ---------------- | ----------------- |
| Франция        | 4600   | 3200    | 262              | 284               |
| Англия         | 3600   | 700     | 700              | -                 |
| Германия       | 3600   | 500     | 600              | 835               |
| Австро-Венгрия | 920    | 410     | 210              | 525               |
| Голландия      | 140    | 290     | 17               | 208               |
| Италия         | 530    | 80      | 131              | 812               |
| Россия         | 2510   | 20      | 230              | 408               |
| Испания        | 200    | 550     | 203              | 533               |
| Бельгия        | 280    | 207     | 41               | 360               |
| США            | 3210   | 2850    | 400              | 1300              |
| Итого          | 19950  | 8100    | 2794             | 5265              |